# Хунегнау Месфин
Хунегнау Месфин (род. 31 января 1989, Годжам) — эфиопский легкоатлет, специалист по бегу на длинные дистанции и кросс-кантри. Выступал за сборную Эфиопии по лёгкой атлетике в конце 2000-х — начале 2010-х годов, серебряный и бронзовый призёр кроссовых чемпионатов мира в командном зачёте.

## Биография
Хунегнау Месфин родился 31 января 1989 года в королевстве Годжам региона Амхара, Эфиопия.
Впервые заявил о себе в 2007 году, выиграв серебряную медаль на чемпионате Африки среди юниоров в Уагадугу — финишировал вторым на дистанции 10 000 метров, уступив только кенийцу Мэтью Кисорио.
В 2008 году занял одиннадцатое место в забеге юниоров на кроссовом чемпионате мира в Эдинбурге, при этом набранные им очки помогли Эфиопии занять второе место в общем командном зачёте. Был близок к попаданию в число призёров на юниорском мировом первенстве по лёгкой атлетике в Быдгоще — на десятитысячной дистанции показал четвёртый результат, проиграв борьбу за бронзу соотечественнику Ибрахиму Джейлану. Представлял страну на соревнованиях Экидэн Тиба в Японии, где вместе со своей командой занял первое место. Занял третье место на кросс-кантрийном пробеге Бахир-Дар.
Первого серьёзного успеха на взрослом международном уровне добился в сезоне 2009 года, когда вошёл в основной состав эфиопской национальной сборной и побывал на чемпионате мира по легкоатлетическому кроссу в Аммане, где закрыл десятку сильнейших в личном зачёте мужчин и завоевал серебряную медаль в командном зачёте. Принял участие в нескольких крупных забегах в Европе, в частности одержал победу на соревнованиях Кросс Сорноца в Испании — финишировал одновременно с действующим чемпионом мира Гебре Гебремариамом, и победителя пришлось определять с помощью фотофиниша. Позже отметился победой на кроссовом пробеге Cinque Mulini в Италии. Однако на чемпионате мира 2010 года в Быдгоще выступил хуже по сравнению с предыдущим мировым первенством, занял лишь девятнадцатое место, тогда как в командном зачёте Эфиопия стала третьей позади Кении и Эритреи.
В 2011 году Хунегнау Месфин впервые стал чемпионом Эфиопии по бегу по пересечённой местности, обогнав за счёт внезапного ускорения признанного фаворита Имана Мерга. Тем не менее, на последовавшем чемпионате мира в Пунта-Умбрия первое место занял именно Иман, в то время как Хунегнау показал восьмой результат — Эфиопия при этом стала в общем зачёте второй. Отправившись в тур по Европе, он выступил на нескольких крупных соревнованиях, в том числе был третьим в десятикилометровом забеге Giro Media Blenio в Швейцарии. В этом сезоне он установил личный рекорд в беге на 5000 метров и дебютировал в полумарафоне — показал шестой результат на Полумарафоне Удине.
Сезон 2012 года оказался для него последним на высшем уровне, в это время он занял третьем место на кроссовом пробеге Cross de Atapuerca в Испании и стал третьим на Кроссе Сорноца.
Впоследствии ещё в течение многих лет продолжал выступать на различных соревнований, хотя сколько-нибудь значимых результатов больше не показывал. В 2014 году установил личный рекорд в полумарафоне, преодолев дистанцию за 59:39.